# Michael Douglas
Michael Douglas (Nuevo Brunswick, Nueva Jersey, 25 de septiembre de 1944) es un actor y productor de cine estadounidense retirado. Ha recibido numerosos galardoness, incluidos dos premios Óscar (uno como productor y otro como mejor actor), cinco Globos de Oro, un Emmy, el Premio Cecil B. DeMille y el premio AFI Life Achievement Award.
En 1975, Douglas produjo One Flew Over the Cuckoo's Nest junto con Saul Zaentz, habiendo adquirido los derechos de la novela de Ken Kesey de su padre. La película recibió elogios de la crítica y el público, y ganó el Óscar a la mejor película, lo que le valió a Douglas su primer Óscar como uno de los productores de la película. Apareció en el musical A Chorus Line (1985) y el thriller psicológico Atracción fatal (1987). Recibió elogios de la crítica por su interpretación de Gordon Gekko en Wall Street (1987) de Oliver Stone, por la que ganó el Óscar al mejor actor (un papel que repitió en la secuela Wall Street: Money Never Sleeps en 2010, también dirigida por Stone).
Sus papeles cinematográficos posteriores incluyeron Black Rain (1989), La guerra de los Rose (1989), Basic Instinct (1992), The American President (1995), The Game (1997), Traffic y Wonder Boys (ambos de 2000), y Solitary Man (2009). En 2013, por su interpretación de Liberace en la película de HBO Behind the Candelabra, ganó el premio Primetime Emmy al actor principal destacado en una miniserie o película. Douglas interpretó a un anciano entrenador de actuación en la serie de comedia de Netflix El método Kominsky (2018-2021), por la que ganó en 2018 un Globo de Oro al mejor actor de serie de televisión (musical o comedia), a la que recibió otra nominación al año siguiente en la misma categoría.
Se ha dado a conocer más a los más jóvenes por interpretar al Dr. Hank Pym en el universo cinematográfico de Marvel, apareciendo en las películas Ant-Man (2015), Ant-Man and the Wasp (2018) y Avengers: Endgame (2019). También expresó una versión alternativa del personaje en la serie de televisión animada del UCM What If ...?

## Biografía
Douglas nació en Nuevo Brunswick, Nueva Jersey, el primer hijo del actor y productor Kirk Douglas (1916-2020) de origen ruso judío y la actriz bermudeña Diana Dill (1923-2015). Sus abuelos paternos, Herchel «Harry» Danielovitch y Bryna Danielovitch (Sanglel, apellido de soltera), emigraron de Gómel, Bielorrusia, en la época del Imperio ruso. Su madre y sus abuelos maternos, el teniente coronel Thomas Melville Dill y Ruth Rapalje Neilson, eran originarios de la Parroquia de Devonshire, Bermudas. Su abuelo materno fue abogado general en las Bermudas y oficial de la milicia de artillería. El tío de Douglas fue el político Sir Nicholas Bayard Dill, y el abuelo, el teniente coronel Thomas Melville Dill, sirvió como Fiscal General de Bermudas, como Miembro del Parlamento de Bermudas (MCP), y como comandante de la Artillería de la Milicia de Bermudas. El reverendo Nicholas Dill, Obispo de Bermudas, es primo de Michael Douglas. Douglas tiene un hermano menor: Joel Douglas (n. 1947) y dos medio hermanos paternos: Peter Douglas (n. 1955), quien también tiene descendencia, y Eric Douglas (1958-2004).
Douglas asistió a la Allen-Stevenson School en la ciudad de Nueva York, a la Eaglebrook School en Deerfield, Massachusetts, y a la Choate Preparatory School (ahora Choate Rosemary Hall) en Wallingford, Connecticut. Recibió su licenciatura en arte dramático de la Universidad de California, en Santa Bárbara en 1968, donde también fue presidente honorario de la Asociación de Antiguos Alumnos de la UCSB. Estudió interpretación con Wynn Handman en el American Place Theatre de la ciudad de Nueva York.

## Trayectoria
Douglas comenzó su larga carrera en la serie de televisión Las calles de San Francisco, desde 1972 hasta 1976, donde fue protagonista al lado de Karl Malden.
A pesar de ser un actor muy capaz, su carrera siguió un rumbo algo extraño y tardó bastante en convertirse en la gran estrella que es ahora. Después de protagonizar la citada serie, durante un tiempo, solo aparecía en películas que usualmente eran poco populares (por ejemplo, Running, de 1979 o Hail Hero!). Su actuación en Hail, Hero! le valió una nominación al Globo de Oro al actor revelación más prometedor.
Douglas recibió su primer premio Óscar como productor con la película One Flew Over the Cuckoo's Nest, traducida en algunos países hispanohablantes como Alguien voló sobre el nido del cuco o Atrapado sin salida, y protagonizada por Jack Nicholson y Louise Fletcher en 1975.

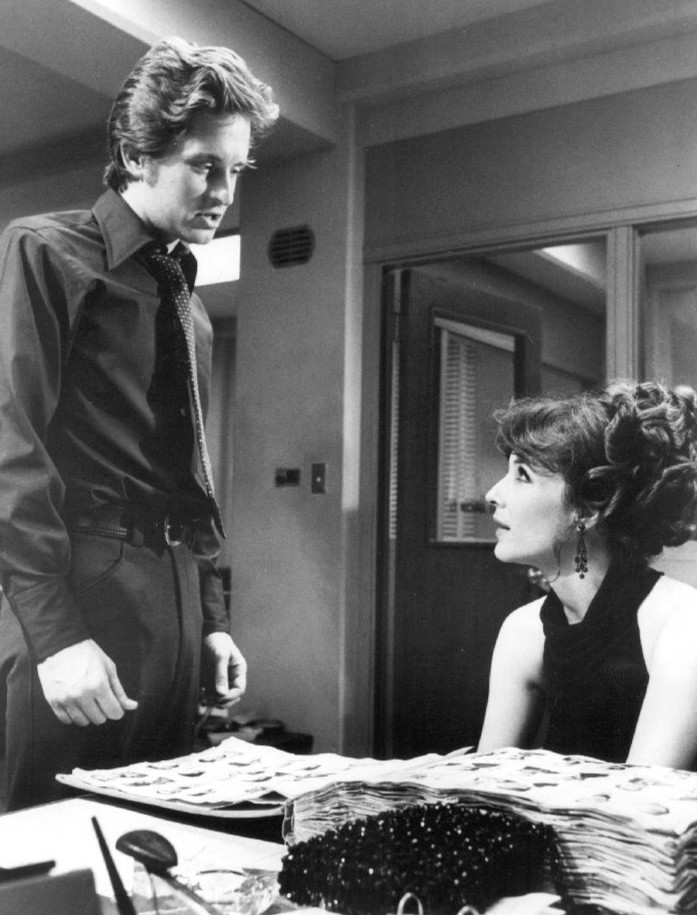
Michael Douglas en una escena de la serie Las calles de San Francisco

Aunque en 1979 coprotagonizó con Jack Lemmon y Jane Fonda el éxito The China Syndrome (El síndrome de China), siguió siendo una figura solo medianamente conocida, hasta que en 1984 rodó con Kathleen Turner y Danny DeVito la comedia romántica de aventuras Romancing the Stone(Tras el corazón verde). Su papel en esta película de gran éxito comercial le muestra como un actor capaz de realizar roles protagonistas y en distintos registros interpretativos. En 1985 volvió a colaborar con Turner y DeVito en la secuela The Jewel of the Nile, que no obtuvo tanto éxito. Con todo, mantuvo una buena química en la pantalla con Kathleen Turner, de modo que volvieron a trabajar juntos cuatro años después, en la comedia La guerra de los Rose.
Douglas se consagró como estrella taquillera al interpretar a un infiel marido en Atracción fatal, con Glenn Close como protagonista femenina. Automáticamente la película se convirtió en un éxito a nivel mundial y entró a formar parte del cine de culto de Hollywood. Su personaje en esa película marcó un claro punto de inflexión en su carrera cinematográfica. Tanto Douglas como Close estudiaron la preparatoria en Choate Rosemary Hall. Michael Douglas insistiría en un papel similar de hombre con problemas en otras dos películas de éxito: Basic Instinct, con Sharon Stone, y Acoso, esta vez asediado por Demi Moore.
Su primer Óscar interpretativo lo obtuvo por el papel protagonista de Wall Street de 1988. En 2010 se estrenó la secuela de esta película, nuevamente con Douglas y con Oliver Stone como director, titulada Wall Street 2: El dinero nunca duerme.
Entre sus últimos trabajos, hay que citar Traffic de Steven Soderbergh, la comedia Last Vegas (con Robert De Niro y Morgan Freeman) y Behind the Candelabra (con Matt Damon), donde Douglas encarna al pianista homosexual Liberace.
Desde 2007 hasta 2015, Douglas fue el anunciante del comienzo de NBC Nightly News para la NBC, su línea era todos los días decir «From NBC News world headquarters in New York. This, is NBC Nightly News with Brian Williams» (Desde la sede mundial de NBC News en Nueva York. Esto es NBC Nightly News con Brian Williams).
En octubre de 2011, Michael recibió en el Festival Internacional de cine de Santa Bárbara el Premio Kirk Douglas por su contribución al mundo del cine de manos de su padre, Kirk Douglas. En 2012, Douglas fue honrado con el Premio Monte Cristo a la trayectoria del Centro Teatral Eugene O'Neill por sus "logros y contribuciones monumentales a la comunidad teatral estadounidense e internacional".
Douglas colaboró nuevamente con Steven Soderbergh en la película de 2013 Behind the Candelabra, interpretando a Liberace, junto a Matt Damon como Scott Thorson. Su interpretación de Liberace recibió elogios de la crítica y recibió el Premio Emmy al Mejor Actor Principal en una Miniserie o Película. También ganó los Premios SAG y Globo de Oro por la actuación. También ese año, protagonizó Last Vegas, una comedia también protagonizada por Robert De Niro, Morgan Freeman y Kevin Kline. En 2014, Douglas protagonizó junto a Diane Keaton la comedia romántica And So It Goes  y produjo y protagonizó Beyond the Reach.
Interpretó a Hank Pym, el superhéroe de Marvel Comics, en las películas Ant-Man (2015), Ant-Man and the Wasp (2018) y Avengers: Endgame (2019). En 2016, Douglas recibió su segundo César de Honor por Logros Profesionales de los Premios César franceses; el primero fue en 1998. En 2017, Douglas protagonizó el thriller de acción Unlocked.
En 2018, protagonizó junto a Alan Arkin The Kominsky Method, interpretando a Sandy Kominsky, un entrenador de actuación envejecido. Recibió un premio Globo de Oro por su actuación. En 2018, Douglas recibió una estrella en el Paseo de la Fama de Hollywood.
A partir de 2019, Douglas prestó su voz al personaje Guy-I-Am en la serie animada de Netflix Green Eggs and Ham (serie de televisión). En 2023, Douglas volvió a interpretar a Hank Pym en Ant-Man and the Wasp: Quantumania (2023).
En mayo de 2023, Douglas fue honrado con una Palma de Oro Honoraria a la Trayectoria en el Festival de Cine de Cannes  y el Premio Satyajit Ray a la Trayectoria en el 54º Festival Internacional de Cine de la India en noviembre de 2023.
En 2024, protagonizó la miniserie de Apple TV+ Franklin, interpretando a Benjamin Franklin durante los ocho años que pasó en Francia intentando convencer al rey Luis XVI de que apoyara a los florecientes Estados Unidos en la Guerra de Independencia de los Estados Unidos.
El 5 de julio de 2025, hizo su anuncio de retirarse definitivamente de la actividad actoral tras casi 6 décadas de profesionalidad, manifestando su deseo de no volver a ejercerlo para estar junto a su familia.

## Vida personal
Douglas se casó con Diandra Luker el 20 de marzo de 1977. Tuvieron un hijo: Cameron Douglas. El matrimonio se disolvió en el año 2000, después de veintitrés años de unión. Entre las razones aducidas por Diandra estaba el hecho de que él no era un padre apropiado para sus hijos. Por otro lado, Michael se había vuelto adicto al sexo, por lo que su conducta extramarital causó la ruptura.
Poco después, conoció a Catherine Zeta-Jones, con la que se casó el 18 de noviembre de 2000, y tuvieron 2 hijos: Dylan (15 de agosto de 2000) y Carys (20 de abril de 2003). Con frecuencia suelen visitar España, ya que poseen una finca en Mallorca, como muchos otros famosos, antigua propiedad del archiduque Luis Salvador, primo del emperador austro-húngaro Francisco José.
El 4 de agosto de 2013 se anunció que Catherine y Michael se separaron en el mes de mayo, después de que Catherine Zeta-Jones fuese internada en una clínica para tratar su trastorno bipolar y después de que el actor participara en el Festival de Cannes haciendo polémicas declaraciones acerca del origen del cáncer que lo aquejó; la pareja no inició los trámites de divorcio.
El 2 de enero de 2014, anunciaron su reconcilación. Fueron tomadas fotos de la pareja con sus dos hijos y con anillos de boda. Se rumorea que la pareja renovó los votos el día de su cumpleaños, 25 de septiembre de 2014, en la sinagoga situada en la calle Monseñor Palmer de Palma de Mallorca.

## Filmografía
| Año  | Título                                 | Personaje                                        | Notas                                                          |
| ---- | -------------------------------------- | ------------------------------------------------ | -------------------------------------------------------------- |
| 1966 | Cast a Giant Shadow                    | Conductor de un jeep                             | Papel menor                                                    |
| 1969 | Hail, Hero!                            | Carl Dixon                                       |                                                                |
| 1970 | Adam at Six A.M.                       | Adam Gaines                                      |                                                                |
| 1971 | Summertree                             | Jerry                                            |                                                                |
| 1972 | Napoleon and Samantha                  | Danny                                            |                                                                |
| 1978 | Coma                                   | Dr. Mark Bellows                                 |                                                                |
| 1979 | Running                                | Michael Andropolis                               |                                                                |
| 1979 | El síndrome de China                   | Richard Adams                                    | Productor                                                      |
| 1980 | It's My Turn                           | Ben Lewin                                        |                                                                |
| 1983 | Los jueces de la ley                   | Juez de la Suprema Corte Steven R. Hardin        |                                                                |
| 1984 | Romancing the Stone                    | Jack Colton                                      | Productor                                                      |
| 1985 | A Chorus Line                          | Zach                                             |                                                                |
| 1985 | La joya del Nilo                       | Jack Colton                                      | Productor                                                      |
| 1987 | Wall Street                            | Gordon Gekko                                     |                                                                |
| 1987 | Atracción fatal                        | Dan Gallagher                                    |                                                                |
| 1989 | La guerra de los Rose                  | Oliver Rose                                      |                                                                |
| 1989 | Black Rain                             | Det. Sgt. Nick Conklin                           |                                                                |
| 1992 | Basic Instinct                         | Nick Curran                                      |                                                                |
| 1992 | Shining Through                        | Ed Leland                                        |                                                                |
| 1992 | Oliver Stone: Inside Out               | Él mismo                                         | Documental                                                     |
| 1993 | Un día de furia                        | William «D-Fens» Foster                          |                                                                |
| 1994 | Disclosure                             | Tom Sanders                                      |                                                                |
| 1995 | The American President                 | Presidente de los Estados Unidos Andrew Shepherd |                                                                |
| 1996 | The Ghost and the Darkness             | Remington                                        | Productor ejecutivo                                            |
| 1997 | The Game                               | Nicholas van Orton                               |                                                                |
| 1998 | A Perfect Murder                       | Steven Taylor                                    |                                                                |
| 1999 | Un día en septiembre                   | Narrador                                         | Documental                                                     |
| 1999 | Get Bruce                              | Él mismo                                         | Ddocumental                                                    |
| 2000 | Traffic                                | Robert Wakefield                                 |                                                                |
| 2000 | Wonder Boys                            | Professor Grady Tripp                            |                                                                |
| 2001 | Ni una palabra                         | Dr. Nathan R. Conrad                             |                                                                |
| 2001 | In Search of Peace                     | Narrador                                         | Documental                                                     |
| 2001 | One Night at McCool's                  | Sr. Burmeister                                   | Productor                                                      |
| 2002 | Will & Grace                           | Policía gay                                      | Temporada 4, Capítulo 23, Fagel Attraction - Todo por un bollo |
| 2003 | The In-Laws                            | Steve Tobias                                     |                                                                |
| 2003 | Cosas de familia                       | Alex Gromberg                                    |                                                                |
| 2003 | Direct Order                           | Narrador                                         | Documental                                                     |
| 2004 | The Beautiful Country                  | Hombre en TV                                     | Imágenes de archivo de Wall Street                             |
| 2004 | Tell Them Who You Are                  | Él mismo                                         | Documental                                                     |
| 2005 | Los Douglas, una dinastía en Hollywood | Él mismo                                         | Documental                                                     |
| 2006 | Racing the Monsoon                     |                                                  | Coproductor                                                    |
| 2006 | Tú, yo y ahora... Dupree               | Sr. Thompson                                     |                                                                |
| 2006 | The Sentinel                           | Pete Garrison                                    | Actor/productor                                                |
| 2007 | El rey de California                   | Charlie                                          |                                                                |
| 2009 | Ghosts of Girlfriends Past             | Wayne Mead                                       |                                                                |
| 2009 | Más allá de la duda                    |                                                  |                                                                |
| 2010 | Solitary Man                           | Ben Kalmen                                       |                                                                |
| 2010 | Wall Street 2: el dinero nunca duerme  | Gordon Gekko                                     |                                                                |
| 2012 | Haywire                                | Oliver Coblenz                                   |                                                                |
| 2013 | Last Vegas                             | Billy                                            |                                                                |
| 2013 | Behind the Candelabra                  | Liberace                                         |                                                                |
| 2014 | Beyond The Reach                       | Madec                                            |                                                                |
| 2014 | And So It Goes                         | Oren Little                                      |                                                                |
| 2014 | Richard Attenborough: A Life in Film   | Él mismo                                         | Documental                                                     |
| 2015 | Ant-Man                                | Hank Pym                                         |                                                                |
| 2017 | Código abierto                         | Agente Eric Lasch                                |                                                                |
| 2018 | Ant-Man and the Wasp                   | Hank Pym                                         |                                                                |
| 2018 | El método Kominsky                     | Sandy Kominsky                                   |                                                                |
| 2019 | Avengers: Endgame                      | Hank Pym                                         |                                                                |
| 2021 | What If...?                            | Hank Pym (voz)                                   | Serie animada de Disney+                                       |
| 2023 | Ant-Man and the Wasp: Quantumania      | Hank Pym                                         |                                                                |